# Elizabeth Roemer
| Odkryte planetoidy: 2 | Odkryte planetoidy: 2 |
| --------------------- | --------------------- |
| (1930) Lucifer        | 29 października 1964  |
| (1983) Bok            | 9 czerwca 1975        |

Elizabeth Roemer (ur. 4 września 1929 w Oakland, zm. 8 kwietnia 2016 w Tucson) – amerykańska astronom. Interesowała się głównie kometami i planetoidami.

## Życiorys
Studiowała astronomię na University of California, Berkeley, w 1950 roku uzyskała tam BA. Kontynuowała studia, równocześnie pracując jako technik w Lick Observatory. W 1955 roku uzyskała stopień doktora, po czym prowadziła badania w Yerkes Observatory, a następnie w United States Naval Observatory Flagstaff Station. W 1966 roku została zatrudniona na stanowisku associate professor w Lunar and Planetary Laboratory na University of Arizona w Tucson. W 1969 otrzymała tam tytuł profesora. Przeszła na emeryturę w 1998 roku.
30 września 1975 roku wspólnie z Charlesem Kowalem odkryła księżyc Jowisza, który otrzymał tymczasowe oznaczenie S/1975 J1. Obiekt ten został jednak zagubiony i odnaleziony ponownie w 2000 roku. Obecnie znany jest jako Temisto. Odkryła też planetoidy (1930) Lucifer i (1983) Bok. Prowadziła przez 25 lat rozległy zbiór klisz fotograficznych komet próbując otrzymać poprawne dane rozmiarów komet.
W 1967 roku Elizabeth Roemer na podstawie wyliczeń dokonanych przez Briana Marsdena wykonała zdjęcie sugerowanego fragmentu nieba, na którym powinna bardzo słabym blaskiem świecić zagubiona kometa 9P/Tempel 1. Nie licząc jednak zbytnio na odnalezienie komety, opracowywaniem fotografii zajęła się dopiero po roku. A jednak na wykonanym przez nią zdjęciu bardzo blisko wyliczonej przez Marsdena pozycji dostrzeżono na kliszy mgiełkę, która okazała się obrazem komety Tempel 1. Ponownie na podstawie tych samych obliczeń zaobserwowała tę kometę 11 stycznia 1972 roku w czasie jej kolejnego powrotu w pobliże Słońca. Pozwoliło to zebrać w ten sposób bogaty materiał obserwacyjny i jeszcze dokładniej wyliczyć elementy jej orbity. Odnalezienie długo nie widzianej komety było doniosłym osiągnięciem. Od tej pory kometa 9P/Tempel 1 jest obserwowana podczas każdego przejścia przez peryhelium, a okres jej obiegu trwa obecnie 5,5 roku.

## Upamiętnienie
Jej imieniem nazwane zostały planetoida (1657) Roemera oraz krater Roemer na Marsie.